# Un seul comprimé

Un seul comprimé (titre original : Contergan) est un téléfilm en deux parties qui relate l'affaire de la thalidomide. Il a été tourné pour la télévision publique allemande ARD en 2006, et le laboratoire pharmaceutique allemand Grünenthal a tenté de faire interdire sa diffusion .
Le téléfilm a été diffusé pour la première fois en novembre 2007.

## Rappel de l'affaire

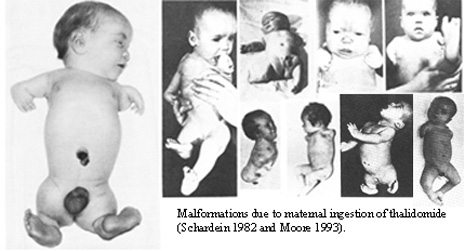
Représentations de phocomélie liée au thalidomide

Les bébés, dont la moitié en Allemagne de l'Ouest, sont nés sans bras ou sans jambes, ou avec des pieds et des mains atrophiés. Le laboratoire a contesté la thèse du retrait tardif du marché, présentée dans le téléfilm, le médicament ayant été mis sur le marché en 1957 et retiré quatre années après, soit en 1961, quoique les constatations des conséquences aient été faites dès 1959. Le laboratoire allemand s'abrite derrière le verdict de 1970 : il refuse de s'excuser car cela reviendrait à reconnaître sa culpabilité.

## Synopsis
Un avocat entre en lutte contre le laboratoire pharmaceutique qu'il tient pour responsable du handicap de son enfant à la suite de l'utilisation de la thalidomide, ce médicament commercialisé à partir du 1er octobre 1957, sous des noms différents dans plus de 40 pays et pendant quatre années, jusqu'en 1961, et qui a provoqué des malformations chez quelque 10 000 bébés dans le monde.

## Fiche technique
- Réalisateur : Adolf Winkelmann
- Scénariste : Benedikt Röskau
- Producteur : Volker Hahn, Michael Souvignier
- Musique : Hans Steingen
- Cameraman : David Slama
- Monteur : Rudi Heinen
- Durée : 180 minutes - deux épisodes
- Budget : 5 000 000 €

## Distribution
- Benjamin Sadler : Paul Wegener
- Katharina Wackernagel : Vera Wegener
- Denise Marko : Katrin (7)
- Caroline Peters : Hanne Bauer
- Hans Werner Meyer : Horst Bauer
- Bernd Stegemann : Helmut Passlak
- Matthias Brandt : Henrik Spiess